# Phyllocladus hypophyllus
Phyllocladus hypophyllus är en barrträdart som beskrevs av Joseph Dalton Hooker. Phyllocladus hypophyllus ingår i släktet Phyllocladus och familjen Phyllocladaceae. IUCN kategoriserar arten globalt som livskraftig. Inga underarter finns listade i Catalogue of Life.

## Bildgalleri

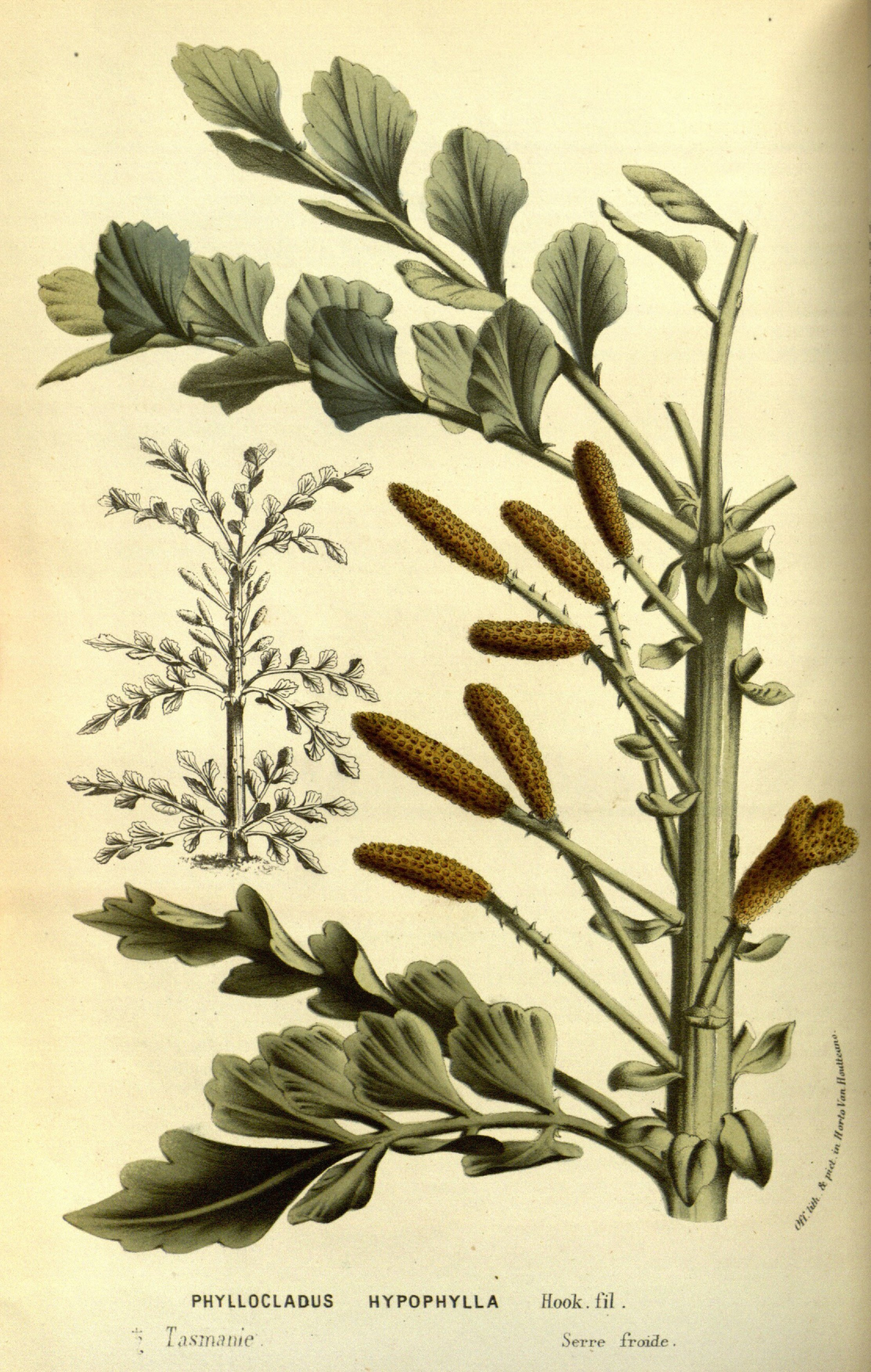